# Bruno Gerber
Bruno Gerber (Rothenfluh, 23 de agosto de 1964) es un deportista suizo que compitió en bobsleigh en las modalidades doble y cuádruple.
Ganó cinco medallas en el Campeonato Mundial de Bobsleigh entre los años 1989 y 1991, y cinco medallas en el Campeonato Europeo de Bobsleigh entre los años 1987 y 1991. Participó en los Juegos Olímpicos de Albertville 1992, ocupando el quinto lugar en la prueba cuádruple.

## Palmarés internacional
| Campeonato Mundial | Campeonato Mundial         | Campeonato Mundial | Campeonato Mundial |
| Año                | Lugar                      | Medalla            | Prueba             |
| ------------------ | -------------------------- | ------------------ | ------------------ |
| 1989               | Cortina d'Ampezzo (Italia) | Medalla de oro     | Cuádruple          |
| 1989               | Cortina d'Ampezzo (Italia) | Medalla de plata   | Doble              |
| 1990               | Sankt Moritz (Suiza)       | Medalla de oro     | Doble              |
| 1990               | Sankt Moritz (Suiza)       | Medalla de oro     | Cuádruple          |
| 1991               | Altenberg (Alemania)       | Medalla de plata   | Cuádruple          |
| Campeonato Europeo |                            |                    |                    |
| Año                | Lugar                      | Medalla            | Prueba             |
| 1987               | Cervinia (Italia)          | Medalla de bronce  | Doble              |
| 1989               | Winterberg (RFA)           | Medalla de oro     | Doble              |
| 1990               | Igls (Austria)             | Medalla de bronce  | Cuádruple          |
| 1991               | Cervinia (Italia)          | Medalla de oro     | Doble              |
| 1991               | Cervinia (Italia)          | Medalla de oro     | Cuádruple          |